# Eric Nkundabera
Eric Nkundabera, né le 1er janvier 1997, est un coureur cycliste rwandais.

## Biographie
Eric Nkundabera évolue habituellement sous les couleurs du club « Les Amis Sportifs », dont le siège est établi à Rwamagana. Avec cette équipe, il se classe huitième du championnat du Rwanda sur route en 2023. Il obtient également diverses places d'honneur dans des courses locales. L'année suivante, il représente son pays natal aux championnats d'Afrique, qui sont organisés au Kenya.  
Lors de la saison 2025, il connait son jour de gloire en devenant champion du Rwanda,. Il s'impose par ailleurs sur l'Heroes Cycling Cup, une épreuve nationale disputée à Kigali. 

## Palmarès et résultats

### Par année
- 2025
  -  Champion du Rwanda sur route
  - Heroes Cycling Cup

### Classements mondiaux
| Année           | 2023 |
| --------------- | ---- |
| UCI Africa Tour | 136e |